# Megan Moulton-Levy
Megan Moulton-Levy (ur. 11 marca 1985 w Monroe) – amerykańska tenisistka, w latach 2003–2007 reprezentująca Jamajkę. Zwyciężyła w jednym turnieju singlowym oraz dziesięciu deblowych w rozgrywkach rangi ITF. Najwyższe miejsce w rankingu WTA gry pojedynczej – 237. pozycję – osiągnęła 6 lipca 2009 roku. Najwyższe miejsce w rankingu gry podwójnej – 94. pozycję – osiągnęła 14 listopada 2011 roku.

## Kariera tenisowa
W latach 2004–2008 występowała w reprezentacji uniwersytetu College of William & Mary. Czterokrotnie zdobywała tytuł Tenisistki Roku, a trzykrotnie tytuł MVP zawodów Colonial Athletic Association. Dwa razy otrzymała nagrodę Arthur Ashe, Jr. Award dla najlepszej przywódczyni-sportsmenki. Sześciokrotnie znajdowała się wśród zawodniczek, które dochodziły do półfinałów tych zawodów w grze pojedynczej. W roku 2007 doszła do finału w grze podwójnej.
W sezonie 2014 osiągnęła jedyny finał zawodów deblowych cyklu WTA Tour – w Monterrey razem z Dariją Jurak pokonały wynikiem 7:6(5), 3:6, 11–9 parę Tímea Babos–Wolha Hawarcowa.

## Finały turniejów WTA
| Legenda                     | Legenda |
| --------------------------- | ------- |
| Wielki Szlem                |         |
| Igrzyska olimpijskie        |         |
| WTA Tour Championships      |         |
| 2009 – 2020                 |         |
| WTA Premier Mandatory       |         |
| WTA Premier 5               |         |
| WTA Premier                 |         |
| WTA International Series    |         |
| WTA 125K series (2012–2020) |         |

### Gra podwójna
| Końcowy wynik | Nr | Data            | Turniej   | Nawierzchnia | Partnerka    | Przeciwniczki               | Wynik finału      |
| ------------- | -- | --------------- | --------- | ------------ | ------------ | --------------------------- | ----------------- |
| Zwyciężczyni  | 1. | 6 kwietnia 2014 | Monterrey | Twarda       | Darija Jurak | Tímea Babos Wolha Hawarcowa | 7:6(5), 3:6, 11–9 |

## Historia występów w Wielkim Szlemie

### Gra podwójna
| Turniej                    | 2011         | 2012         | 2013         | 2014         | 2015         | 2016         | 2017         | Suma Zw.-Por. |
| Wielki Szlem               | Wielki Szlem | Wielki Szlem | Wielki Szlem | Wielki Szlem | Wielki Szlem | Wielki Szlem | Wielki Szlem | Wielki Szlem  |
| -------------------------- | ------------ | ------------ | ------------ | ------------ | ------------ | ------------ | ------------ | ------------- |
| Australian Open            | A            | A            | 2R           | 1R           | 1R           | A            | 2R           | 2–4           |
| French Open                | A            | A            | 2R           | 1R           | A            | A            | A            | 1–2           |
| Wimbledon                  | 1R           | 1R           | 2R           | 1R           | A            | A            | A            | 1–4           |
| US Open                    | A            | 1R           | 2R           | 2R           | A            | A            | 1R           | 2–4           |
| Zw.-Por. w Wielkim Szlemie | 0–1          | 0–2          | 4–4          | 1–4          | 0–1          | 0–0          | 1–2          | 6–14          |

## Wygrane turnieje rangi ITF

### Gra pojedyncza (1)
| Lp. | Data          | Turniej    | ($)    | Naw.   | Finalistka         | Wynik    |
| --- | ------------- | ---------- | ------ | ------ | ------------------ | -------- |
| 1.  | 27 lipca 2008 | Evansville | 10 000 | Twarda | Emily Webley-Smith | 6:3, 6:4 |

### Gra podwójna (10)
| Lp. | Data                | Turniej     | ($)    | Naw.   | Partnerka          | Finalistki                                    | Wynik          |
| --- | ------------------- | ----------- | ------ | ------ | ------------------ | --------------------------------------------- | -------------- |
| 1.  | 13 czerwca 2004     | Alcobaça    | 10 000 | Twarda | Alanna Broderick   | Krizia Borgarello Silvia Disderi              | 7:5, 6:1       |
| 2.  | 16 sierpnia 2008    | Cumberland  | 10 000 | Twarda | Emily Webley-Smith | Martina Babáková Manana Shapakidze            | 6:1, 6:1       |
| 3.  | 22 listopada 2008   | Puebla      | 25 000 | Twarda | Audra Cohen        | María Fernanda Álvarez Terán Veronica Spiegel | 6:2, 6:4       |
| 4.  | 23 stycznia 2010    | Wrexham     | 10 000 | Twarda | Mallory Cecil      | Iveta Gerlová Lucie Kriegsmannová             | 4:6, 6:0, 11-9 |
| 5.  | 29 maja 2010        | Carson      | 50 000 | Twarda | Lindsay Lee-Waters | Christina Fusano Courtney Nagle               | 6:1, 6:2       |
| 6.  | 11 lipca 2010       | Grapevine   | 50 000 | Twarda | Lindsay Lee-Waters | Kimberly Couts Tetiana Łużanśka               | 6:2, 7:5       |
| 7.  | 26 września 2010    | Albuquerque | 75 000 | Twarda | Lindsay Lee-Waters | Abigail Spears Mashona Washington             | 2:6 6:3 10-8   |
| 8.  | 3 października 2010 | Las Vegas   | 50 000 | Twarda | Lindsay Lee-Waters | Irina Falconi Maria Sanchez                   | 1:6, 7:5, 10-4 |
| 9.  | 14 sierpnia 2011    | Bronx       | 50 000 | Twarda | Ahsha Rolle        | Han Xinyun Lu Jingjing                        | 6:3, 7:6(5)    |
| 10. | 1 kwietnia 2012     | Osprey      | 50 000 | Ziemna | Lindsay Lee-Waters | Aleksandra Panowa Łesia Curenko               | 2:6, 6:4, 10-7 |